# 장미의 나날
"장미의 나날"은 1994년에 개봉한 대한민국의 스릴러 영화이며 이보희 (박지현 역)가 해당 영화로 연기활동을 재개했으나 그 이후 TV 드라마에만 전념해왔다.

## 캐스팅
- 강수연 : 강재희 역
- 이보희 : 박지현 역
- 이경영 : 이명호 역
- 김병세 : 유동규 역
- 장보규
- 조주미
- 김우란 ㅡ 영채
- 김선경
- 박종상
- 홍성수
- 김경아
- 윤일주
- 노사강
- 안진수
- 신동욱
- 정미경
- 권일정
- 이지은

## 수상
- 1994년 제30회 백상예술대상
  - 영화부문 남자신인연기상 - 김병세
- 1994년 제32회 대종상
  - 신인남우상 - 김병세